# Miami (Indianie)

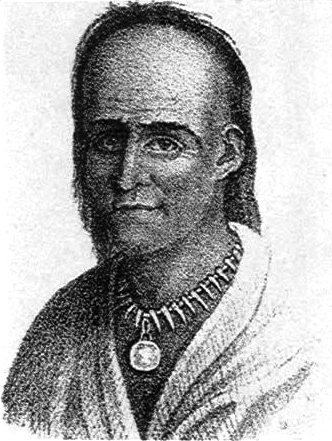
Michikinikwa (Little Turtle)

Miami – plemię Indian Ameryki Północnej z algonkiańskiej rodziny językowej, które w przeszłości zamieszkiwało centralne obszary dzisiejszych Stanów Zjednoczonych. Sami siebie nazywali Twightwee, co oznacza krzyk żurawia.
W roku 1763 wzięli udział – u boku wielkiego wodza Ottawów Pontiaka – w nieudanym oblężeniu Detroit i Pittsburgha. Brali udział we wszystkich wojnach po 1812 i należeli do tych plemion, które stawiały trwały opór białym w ich ekspansji na zachód. Najbardziej znanym ich wodzem był Mały Żółw.
Majamowie czcili Słońce i Błyskawicę, mieszkali w chatach krytych matami plecionymi z sitowia, a ich zachowanie charakteryzował umiar i spokój. Mówili cicho i wolno. Kobietom zdradzającym swych mężów obcinali nosy.
W roku 1827 Majamowie oddali białym swe terytoria w Indianie i Ohio i wyemigrowali do Kansas. Polując na bizony podpalali prerię, tak by stado uciekało w wybranym przez nich kierunku i dopiero tam zabijali zwierzęta w potrzebnej plemieniu liczbie. Później zostali zmuszeni do przeniesienia się do rezerwatów w Oklahomie.
Ich nazwę otrzymały trzy rzeki w Ohio – Great Miami, Little Miami i Maumee, hrabstwa w Indianie, Kansas i Ohio, rzeka w Missouri i liczne wioski w wielu stanach. Miejscowości Miami, Miami Beach i Miami Springs na Florydzie posiadają odmienny źródłosłów.